# Kwaya jezik
Kwaya jezik (ISO 639-3: kya; kikwaya), nigersko-kongoanski jezik iz Tanzanije, kojim govori oko 115 000 ljudi (SIL 2005) iz plemena Kwaya (70 000 etničkih) i Ruri (45 000 etničkih).
Kwaya pripada centralnim bantu jezicima u zoni J, osobito u regiji Mara, i podklasificiran je podskupini Haya-Jita (J.20). Leksički mu je najbliži jita [jit], 83%. Dijalekt ruri naziva se i ciruri, eciruri, eciruuri, kirori, kiruri, kishyola, luri, rori.

## Vanjske poveznice
- Ethnologue (14th)
- Ethnologue (15th)